# Torsten Sandelin
Karl Viktor Torsten Sandelin (ur. 28 września 1887 w Maalahti, zm. 8 maja 1950 w Helsinkach) – fiński gimnastyk i żeglarz, medalista olimpijski.
W gimnastycznych ćwiczeniach drużynowych na Letnich Igrzyskach Olimpijskich 1908 zdobył brązowy medal, zaś cztery lata później wystąpił w żeglarskich zawodach w klasie 6 metrów zajmując 5 pozycję. Załogę jachtu Finn II tworzyli również Gunnar Stenbäck i Ernst Estlander.
Brat Eino Sandelina – również żeglarza-olimpijczyka.